# Ochmastis chionacma
Ochmastis chionacma är en fjärilsart som beskrevs av Edward Meyrick 1908. Ochmastis chionacma ingår i släktet Ochmastis och familjen stävmalar. Inga underarter finns listade i Catalogue of Life.